# Wanda Allan
Wanda Allan, född 24 januari 1955, är en kanadensisk bågskytt. Hon deltog vid olympiska sommarspelen 1976 och olympiska sommarspelen 1984.